# Константин Циолковски
Константин Едуардович Циолковски (рус. Константин Эдуардович Циолковский; Ижевскоје код Рјазања, 17. септембар 1857 — Калуги, 19. септембар 1935) био је руски физичар и пионир науке о истраживању свемира. Оснивач је модерне космонаутике.
Заједно са Херманом Обертом и Робертом Годардом Циолковски је био визионар лета у космос. Његова најважнија дела су „Албум космичког путовања“ из 1932, и „Највећа брзина ракета“ из 1935. Није доживео да види практичну реализацију својих идеја. Прогнозирао је да ће се лет у космос остварити око 1950. (Спутњик је лансиран 1957), а да ће први људи полетети у космос око 2000. (лет Јурија Гагарина се збио 1961).

## Достигнућа
Године 1896. Циолковски се заинтересовао за теорију динамике реакционих апарата (ракета). Извео је формулу (једначина Циолковског) која повезује:
{\displaystyle m_{0}} почетна маса система са горивом
{\displaystyle m_{1}} маса система на крају посматрања
{\displaystyle v_{e}} ефективна брзина сагоревања горива
{\displaystyle \Delta v\ } промена брзине
{\displaystyle \Delta v\ =v_{e}\ln {\frac {m_{0}}{m_{1}}}}
Испод ове знамените формуле записао је и датум: 10. мај 1897.
Истраживао је отпор ваздуха при лету објеката, принципе хлађења мотора и управљања пројектилима са мотором. Показао је да запаљиве смеше које су коришћене у војне сврхе или за ватромет нису довољне да би лансирале предмет у орбиту. Конструисао је ракете које су покретали водоник, кисеоник и угљоводоници. Године 1903. објавио је рад „Истраживање космоса реакционим апаратима“. Аутор је научног концепта вишестепених ракета.
Својим идејама Циолковски је био визионар свога времена и у царској Русији је привукао мало пажње. Његове идеје су проширили немачки научници током 1920-их и 1930-их. Касније су његова открића изузетно слављена у доба Совјетског Савеза.

## Почасти
У његову част је назван кратер Циолковски на невидљивој страни Месеца, као и један астероид. По њему се зове Државни музеј историје космонаутике Циолковски.

## Дела
- Tsiolkovsky, Konstantin E., “Citizens of the Universe” (1933), (PDF), енглески.
- Tsiolkovsky, Konstantin E., “Creatures of Higher Levels of Development than Humans” (1933), (PDF), енглески.
- Tsiolkovsky, Konstantin E., “Beings of Different Evolutionary Stages of the Universe” (1902),  (PDF), енглески.
- Tsiolkovsky, Konstantin E., “Is There a God?” (1932), (PDF), енглески.
- Tsiolkovsky, Konstantin E., “Are There Spirits?” (1932), (PDF), енглески.
- Tsiolkovsky, Konstantin E., “Planets are Inhabited by Living Creatures” (1933),  (PDF), енглески.
- Tsiolkovsky, Konstantin E., “The Cosmic Philosophy” (1935), (PDF), енглески.
- Tsiolkovsky, Konstantin E., “Conditional Truth” (1933), (PDF), енглески.
- Tsiolkovsky, Konstantin E., “Evaluation of People” (1934),  (PDF), енглески.
- Tsiolkovsky, Konstantin E., “Non-Resistance or Struggle” (1935),  (PDF), енглески.
- Tsiolkovsky, Konstantin E., “Living Beings in the Cosmos” (1895), (PDF), енглески.
- Tsiolkovsky, Konstantin E., “The Animal of Space” (1929),  (PDF), енглески.
- Tsiolkovsky, Konstantin E., “The Will of the Universe” (1928), (PDF), енглески.
- Tsiolkovsky, Konstantin E., “On the Moon (На Луне)” (1893).
- Tsiolkovsky, Konstantin E., “The Exploration of Cosmic Space by Means of Reaction Devices (Исследование мировых пространств реактивными приборами)” (1903). (PDF), руски.
- Tsiolkovsky, Konstantin E., “The Exploration of Cosmic Space by Means of Reaction Devices (Исследование мировых пространств реактивными приборами)” (1914). (PDF), руски.
- Tsiolkovsky, Konstantin E., “The Exploration of Cosmic Space by Means of Reaction Devices (Исследование мировых пространств реактивными приборами)” (1926). (PDF), руски.
- Tsiolkovsky, Konstantin E., “The Path to the Stars (Путь к звездам)” (1966), Collection of Science Fiction Works, (PDF), енглески.
- Tsiolkovsky, Konstantin E., “The Call of the Cosmos (Зов Космоса)” (1960), The monograph was first published by the U.S.S.R. Academy of Science Publishing House in 1954 in the second volume of Tsiolkovsky`s Collected Works, (PDF), енглески.